# Герб Едейского наслега (Намский улус)
Герб муниципального образования сельское поселение «Едейский наслег» Намского улуса Республики Саха (Якутия) Российской Федерации.
Герб утверждён Решением Едейского наслежного Совета № 33-2 от 17 января 2011 года.
Герб внесён в Государственный геральдический регистр Российской Федерации под регистрационном номером 6607.

## Описание герба
«В лазоревом поле просечённый в цвет поля пониженный нитевидный чешуеобразный, сопровождаемый внизу плывущим вправо серебряным с червлёным клювом лебедем, серебряный пояс, на котором три зелёных островерхих, тонко окаймлённых золотом горы, средняя из которых выше, позади двух других и обременена золотым стеблем кровохлёбки с двумя листьями и тремя соцветиями».

## Описание символики
Герб наслега отражает исторические, культурные, социально-экономические, национальные и местные традиции. Центральным элементом герба является растение «Ымыйах», символизирующий процветание, продолжение рода, тягу к жизни и показывает о глубоких корнях жителей наслега.
Герб исполнен в жёлтых, белых, голубых, красных и зелёных цветах.
Жёлтый (золотой) цвет символизирует цвет солнца — начала жизни, развития, вечности и могущества и богатства.
Красный (червлень) — цвет жизни — символизирует храбрость, мужество и любовь.
Белый (серебряный) — символизирует благородство, откровенность, а также чистоту помыслов и красоту нашей северной природы.
Зелёный (зелень) — символизирует надежду, изобилие, свободу, радость и показывает основное занятие местного населения сельским хозяйством.
Авторы герба: идея герба и обоснование символики — Иванова Васианна Васильевна, Викторова Анна Вячеславовна (с. Ымыяхтах); художник — Викторова Анна Вячеславовна (с. Тасагар); компьютерный дизайн — Лиханова Вероника Валериановна (г. Якутск)